# Amigoe
Amigoe es un periódico neerlandés con editoriales en Curazao, que se centra en una audiencia en las Antillas Neerlandesas y Aruba. Esta última isla es una cuestión aparte. El periódico tiene una edición digital a través de su página web.
El periódico fue fundado en diciembre de 1883, con el nombre de Amigoe di Curaçao por la Orden de los Padres Dominicos. Comenzó a aparecer como semanario hasta 1935, luego vino dos veces a la semana hasta el año 1941, luego de ello comenzó a salir como un periódico.